# Masi
Masi é uma comuna italiana da região do Vêneto, província de Pádua, com cerca de 1.800 habitantes. Estende-se por uma área de 13 km², tendo uma densidade populacional de 138 hab/km². Faz fronteira com Badia Polesine (RO), Castelbaldo, Merlara, Piacenza d'Adige.

## Demografia
| Variação demográfica do município entre 1861 e 2011                               |
|                                                                                   |
| Fonte: Istituto Nazionale di Statistica (ISTAT) - Elaboração gráfica da Wikipedia |